# Michaeloplia jacobusi
Michaeloplia jacobusi är en skalbaggsart som beskrevs av Marc Lacroix 1997. Michaeloplia jacobusi ingår i släktet Michaeloplia och familjen Melolonthidae. Inga underarter finns listade i Catalogue of Life.